# Micropsectra calcifontis
Micropsectra calcifontis  (лат.) — вид двукрылых насекомых рода Micropsectra семейства комаров-звонцов (Chironomidae). Впервые описан норвежскими энтомологами Элизабет Стур и Торбьорном Экремом в 2006 году.

## Распространение, описание
Известен из Люксембурга и Финляндии. Слабоизученный вид, генетически заметно отличающийся от прочих представителей рода Micropsectra.